# Senatus consulta onder Napoleon III

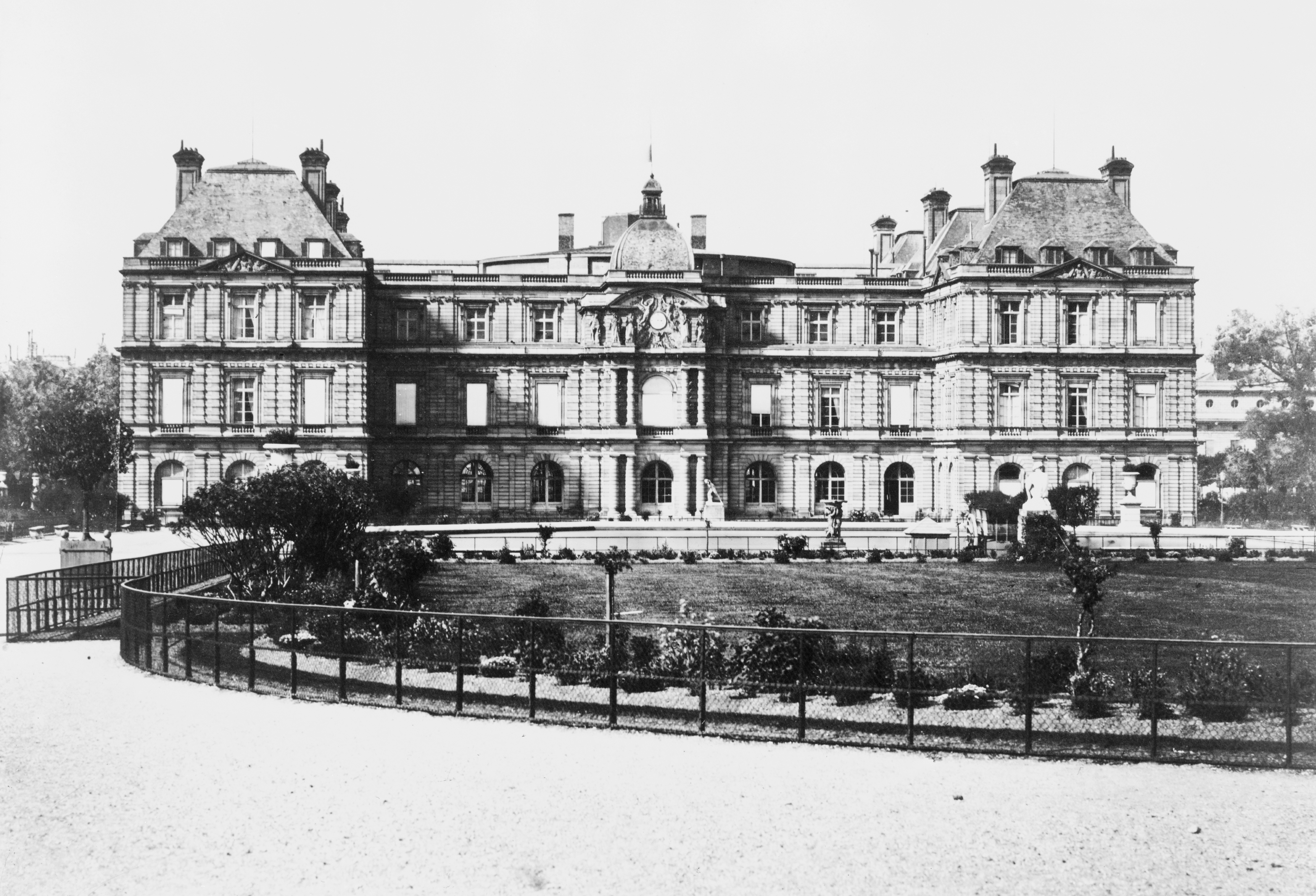
Het Palais du Luxembourg, ten tijde van het Tweede Franse Keizerrijk (Second Empire). Hier zetelde de Senaat.

De senatus consulta onder Napoleon III waren normen met kracht van wet, aangenomen door de Senaat ten tijde van het Tweede Franse Keizerrijk (Second Empire).

## Wetgevende macht in het Tweede Franse Keizerrijk
Na de staatsgreep van Napoleon III op 2 december 1851 werd de Franse grondwet van 1852 ingevoerd, ter vervanging van de Franse grondwet van 1848 van de Tweede Franse Republiek. De Franse grondwet van 1852 hervormde de institutionele architectuur van Frankrijk. De uitvoerende macht kwam hierbij bij keizer Napoleon III te liggen, terwijl er voor de wetgevende macht in een nieuw tweekamerstelsel werd voorzien, met:
- het Corps législatif of Wetgevend Lichaam;
- en de Sénat of Senaat.

De macht van wetgevende macht was ten tijde van het Tweede Franse Keizerrijk op meerdere vlakken beperkt. Ten eerste hadden de volksvertegenwoordigers in het Wetgevend Lichaam geen initiatiefrecht. Dit recht kwam immers toe aan de Raad van State. De Senaat was een niet-verkozen parlementaire vergadering, waarvan de senatoren voor het leven werden benoemd door keizer Napoleon III.

## Senatus consulta
De Senaat had de bevoegdheid om zogenaamde senatus consulta (enkelvoud: senatus consultum, een verwijzing naar het Romeinse Rijk) aan te nemen. Deze normen hadden kracht van wet en konden institutionele hervormingen en grondwetswijzigingen doorvoeren. Aanvankelijk werd tot senatus consulta besloten om het Tweede Franse Keizerrijk op te richten en het zogenaamde Autoritaire Keizerrijk te installeren (periode 1852-1960). Vanaf 1860 werd er meer tot een senatus consulta besloten in het kader van het Liberale Keizerrijk (periode 1860-1870), waardoor het parlement meer invloed kreeg.

## Lijst van senatus consulta onder Napoleon III

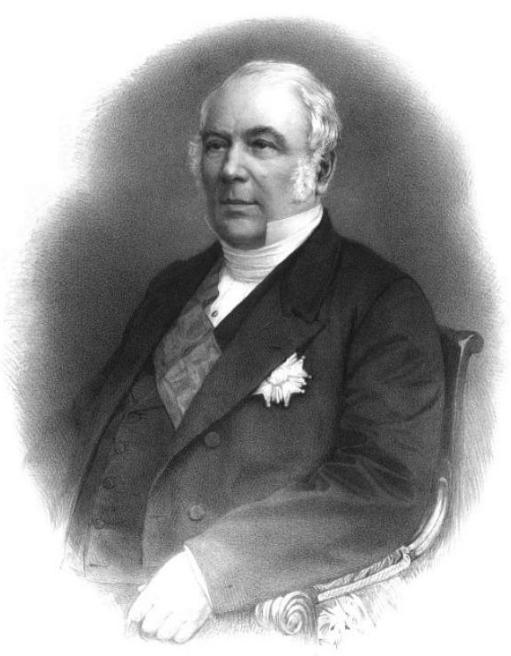
Raymond-Théodore Troplong, rapporteur van het senatus-consultum van 7 november 1852, voorzitter van de Senaat tussen 1852 en 1869.

### Oprichting van het Tweede Franse Keizerrijk (1852)
- senatus consultum van 7 november 1852: wijziging van de Franse grondwet van 1852 met het oog op het invoeren van de keizerlijke waardigheid. Dit senatus consultum werd aan de Franse bevolking voorgelegd in het plebisciet van 21 en 22 november 1852 en maakte het voor president Lodewijk Napoleon Bonaparte mogelijk om keizer te worden. Op 2 december 1852 werd hij keizer Napoleon III der Fransen.
- senatus consultum van 12 december 1852: vastlegging van de civiele lijst van de keizer en de dotaties aan de Kroon.
- senatus consultum van 25 december 1852: Napoleon III eigent zich meer rechten toe, zoals het genaderecht en het recht om de Senaat en de Raad van State voor te zitten. De grondwet wordt aangepast en krijgt een monarchistisch karakter. Zo wordt het statuut geregeld van de titel prince français, een titel toegekend aan leden van de keizerlijke familie. Tevens werden de vergoedingen van de volksvertegenwoordigers en senatoren vastgelegd, werd een regeling voor handelsverdragen uitgewerkt en werd de eed aangepast die ministers, parlementsleden, officieren, magistraten en ambtenaren moeten zweren.

### Autoritaire Keizerrijk (1852-1860)
- senatus consultum van 23 april 1856: de rol van de beheerder van de dotatie van de Kroon wordt verduidelijkt.
- senatus consultum van 17 juli 1856: er wordt een regeling in de grondwet opgenomen voor een eventueel regentschap door keizerin Eugenie.
- senatus consultum van 27 mei 1857: de grondwet wordt aangepast opdat het mogelijk zou zijn om meer volksvertegenwoordigers te verkiezen in departementen met meer dan 17.500 kiezers.
- senatus consultum van 17 februari 1858: kandidaten voor de parlementsverkiezingen moeten voortaan een eed van trouw aan de keizer ondertekenen en op de prefectuur neerleggen. Deze maatregel werd genomen in het kader van de repressie na de mislukte republikeinsgezinde aanslag op keizer Napoleon III door de Italiaan Felice Orsini op 14 januari 1858.

### Liberale Keizerrijk (1860-1870)

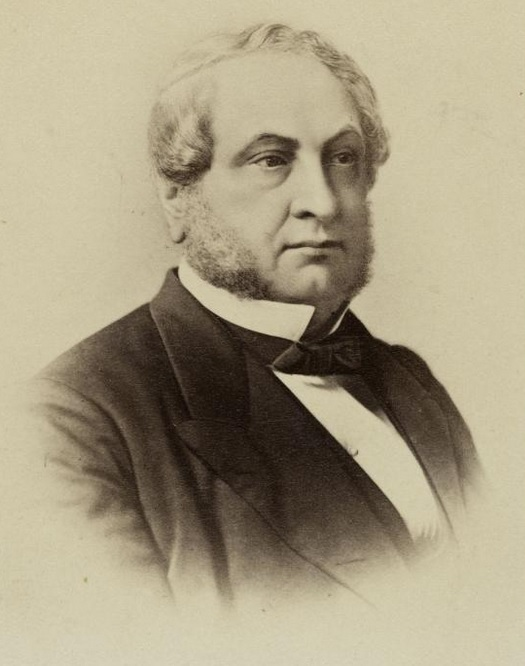
Eugène Rouher was een vooraanstaand politicus binnen het Autoritaire Keizerrijk, maar het is ten tijde van zijn voorzitterschap van de Senaat (1869-1870) dat de definitieve ommeslag wordt gemaakt naar een liberaal Keizerrijk.

- senatus consultum van 2 februari 1861: een grondwetswijziging voorziet in het drukken en verspreiden van de verslagen van de debatten van het Wetgevend Lichaam.
- senatus consultum van 31 december 1861: het Wetgevend Lichaam krijgt meer inspraak in de begroting en het benoemen van ministers.
- senatus consultum van 22 april 1863: wetgevend kader in verband met grondbezit. In Frans-Algerije worden gronden ingedeeld naargelang verschillende types van eigendom.
- senatus consultum van 14 juli 1865: wetgevend kader in verband met het statuut van de "inlanders" en de naturalisatie door buitenlandse ingezetenen in Frans-Algerije
- senatus consultum van 18 juli 1866: aanpassing van wetgevingsprocedures: over grondwetswijzigingen mag enkel nog worden gedebatteerd in de Senaat en amendementen verworpen door de Raad van State kunnen voortaan door het Wetgevend Lichaam worden heropgenomen om alsnog te worden behandeld.
- senatus consultum van 14 maart 1867: aanpassing van de grondwetsbepaling die de weigering tot afkondiging van wetten regelt.
- senatus consultum van 8 september 1869: na de Interpellatie van de 116 volksvertegenwoordigers krijgt de grondwet een meer parlementair en liberaal karakter. Het initiatiefrecht rust niet langer exclusief bij de keizer, maar wordt gedeeld met het Wetgevend Lichaam.
- senatus consultum van 20 april 1870: invoeren van de ministeriële verantwoordelijkheid ten aanzien van het parlement. Ministers zijn voortaan verantwoording verschuldigd aan het parlement en niet langer aan de keizer. Deze grondwetswijziging werd bekrachtigd door het plebisciet van 8 mei 1870.
- senatus consultum van 21 mei 1870: De nieuwe grondwet voltooit de transformatie naar een liberale parlementaire democratie.